# تاکاهیرو تامورا
تاکاهیرو تامورا ((به ژاپنی: 田村 高廣 Takahiro Tamura)؛ ‏ ۳۱ اوت ۱۹۲۸ – ۱۶ مهٔ ۲۰۰۶) یک هنرپیشه اهل ژاپن بود.
از فیلم‌ها یا برنامه‌های تلویزیونی که وی در آن نقش داشته است، می‌توان به دوران لذت و اندوه، تورا! تورا! تورا!، بیست و چهار چشم، تیغ هانزو، تاج خیانت، جاده ابریشم اشاره کرد.